# Spittal (Northumberland)
Spittal – wieś w Anglii, w hrabstwie Northumberland. Leży 91 km na północ od miasta Newcastle upon Tyne i 488 km na północ od Londynu.